# Gens Cesenia
La gens Cesenia (en latín: Caesennia) fue una familia etrusca de Tarquinia durante la última República y en la época imperial. Dos de sus miembros fueron mencionados por Cicerón, y el nombre se encuentra en inscripciones sepulcrales.

## Miembros
- Publio Cesenio, mencionado por Cicerón en su discurso, Pro Caecina.[2]
- Cesenia, esposa de Marcus Fulcinius y más tarde de Aulo Cecina .
- Cayo Cesenio Filón, presentó cargos contra Sexto Cloelio, un escriba que incitó a la violencia de la multitud después de la muerte del tribuno de la plebe Clodio en 52 a. C. Filón logró obtener la condena de Cloelio.[4]
- Lucio Cesenio Lentón, un partidario de Marco Antonio, y uno de los siete comisionados agrarios designados por Antonio para repartir las tierras de Campania y Lentini .
- Lucio Cesenio Peto, cónsul en el año 61 d. C. y gobernador de Siria bajo el emperador Vespasiano .
- Lucio Junio Cesenio Peto, cónsul en el 79 d. C.
- Aulo Cesenio Galo, cónsul suffectus antes del 80 d. C.
- Lucio Cesenio Sospes, cónsul en el año 114 d. C.
- Lucio Cesenio Antonino, cónsul en el año 128 d. C.
- Aulo Junio Pastor Lucio Cesenio Sospes, cónsul en el año 163 d. C.